# Record de la traversée de l'Atlantique nord à la voile

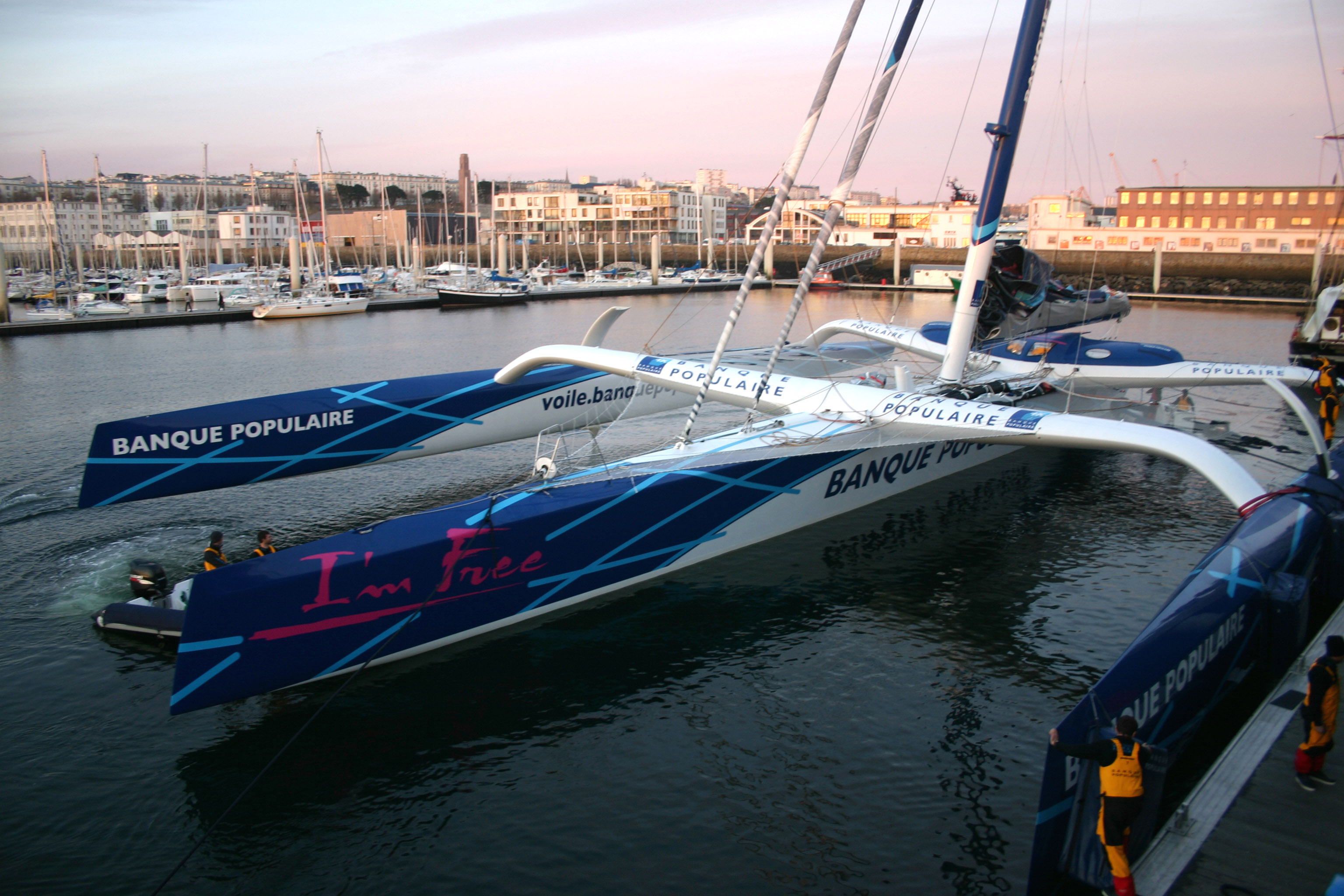
Banque Populaire V, à Brest, en décembre 2009.

Le record de la traversée de l'Atlantique nord à la voile peut être effectué dans les deux sens : Ouest-Est ou Est-Ouest. Il peut aussi être effectué en équipage ou en solitaire, en multicoque ou en monocoque. Ce record porte le nom de « Trophée Loïc Caradec » en hommage au marin disparu en mer lors de la Route du Rhum 1986.

## Ouest-Est
Le sens Ouest-Est est le plus rapide, c'est celui qui rencontre le plus d'attrait pour les skippeurs.
La traversée s'effectue du phare d'Ambrose (New York) au cap Lizard (Grande-Bretagne). Le World Sailing Speed Record Council (WSSRC) définit (règles 26, 26.1 et 26.1-b) les lignes de départ et d'arrivée comme des arcs de méridien de 4 milles marins en direction du pôle Sud, à partir des phares d'Ambrose (40° 27,5′ N, 73° 50,2′ O) et du cap Lizard (49° 57,6′ N, 5° 12,1′ O), coordonnées exprimées dans le système WGS 84, respectivement. La distance est d'environ 2 880 milles marins (5 330 km).
| phare d'Ambrose Cap Lizard |

### En équipage

#### Sur multicoque en équipage
| Date         | Temps                 | Vitesse (nœuds) | Skipper          | Bateau                  | Type de bateau | Équipage |
| ------------ | --------------------- | --------------- | ---------------- | ----------------------- | -------------- | --- |
| Août 2009    | 03 j 15 h 25 min 48 s | 32,94           | Pascal Bidégorry | Maxi Banque Populaire V | Trimaran       | Ronan Lucas, Kevin Escoffier, Yvan Ravussin, Ewen Le Clech, Sébastien Audigane, Florent Chastel, Jean-Baptiste Le Vaillant, Emmanuel Le Borgne, Marcel Van Triest, Pierre-Yves Moreau, Xavier Revil                           |
| Juillet 2007 | 04 j 03 h 57 min 54 s | 28,81 (29,26)   | Franck Cammas    | Groupama 3              | Trimaran       | Franck Proffit, Stève Ravussin, Frédéric Le Peutrec, Sébastien Audigane, Yann Guichard, Ronan Le Goff, Bruno Jeanjean, Loïc Le Mignon, Pascal Blouin                                                                          |
| Juillet 2006 | 04 j 08 h 23 min 54 s | 27,58 (28,01)   | Bruno Peyron     | Orange II               | Catamaran      | Roger Nilson, Bernard Stamm, Ludovic Aglaor, Florent Chastel, Pascal Bidégorry, Jacques Caraës, Ronan Le Goff, Jean-Baptiste Épron, Yann Guichard, Clément Surtel, Jean-Baptiste Le Vaillant (distance parcourue 2925 milles) |
| Octobre 2001 | 04 j 17 h 28 min 06 s | 25,38 (26,26)   | Steve Fossett    | PlayStation             | Catamaran      | Stan Honey, Ben Wright, Dave Scully, Gino Morrelli, Peter Hogg, Shaun Biddulph, Dave Calvert, Paul Van Dyke, David Weir |
| 1990         | 06 j 13 h 03 min 32 s | 18,97           | Serge Madec      | Jet Services V          | Catamaran      | Gerry Roufs |
| 1988         | 07 j 06 h 32 min      | 17,07           | Serge Madec      | Jet Services V          | Catamaran      | Marc Vallin, Olivier Despaignes, Paul Vatine, Gerry Roufs, Marc Guillemot, Dominique Conin (navigateur) |
| 1987         | 07 j 12 h 49 min 34 s | 16,48           | Philippe Poupon  | Fleury Michon VIII      | Trimaran       | |
| 1986         | 07 j 21 h 05 min 42 s | 15,76           | Loïc Caradec     | Royale 2                | Catamaran      | Philippe Facque (coskipper), Olivier Despaigne, Laurent Rivals, Paul Vatine, Gerry Roufs, Jean-Yves Bernot (navigateur) |
| 1984         | 08 j 16 h 36 min      | 14,29           | Patrick Morvan   | Jet Services 2          | Catamaran      | Jean Le Cam, Marc Guillemot, Serge Madec |
| 1981         | 09 j 10 h 06 min 34 s | 13,18           | Marc Pajot       | Elf Aquitaine 1         | Catamaran      | François Boucher, Gérard Fusil et Patrick Toyon |
| 1980         | 10 j 05 h 14 min 20 s | 12,15           | Éric Tabarly     | Paul Ricard             | Trimaran       | Éric Bourhis, Georges Calvé et Dominique Pipat |

#### Sur monocoque en équipage
| Date            | Temps                 | Skipper        | Bateau       | Type de bateau                     | Commentaire                                                                     |
| --------------- | --------------------- | -------------- | ------------ | ---------------------------------- | ------------------------------------------------------------------------------- |
| juillet 2016    | 5 j 14 h 21 min       | Ken Read       | Comanche     | Monocoque 100 pieds (30 m)         | Appartient au milliardaire américain Jim Clark et à sa femme Kristy Hinze-Clark |
| 2003            | 6 j 17 h 52 min       | Mike Sanderson | Mari-Cha IV  | Monocoque 140 pieds (40 m)         | Plan Philippe Briand, propriété du milliardaire américain Bob Miller            |
| 8 janvier 2001  | 8 j 20 h 55 min       | Bernard Stamm  | Armor Lux    | Monocoque 60 pieds Imoca (18,28 m) | Plan Pierre Rolland, propriété de Bernard Stamm                                 |
| 24 octobre 1998 | 8 j 23 h 59 min 41 s  | Bob Miller     | Mari-Cha III | Monocoque 146 pieds 8 (44,7 m)     | Plan Philippe Briand, propriété du milliardaire américain Bob Miller            |
| 1905            | 12 j 04 h 01 min 19 s | Charlie Barr   | Atlantic     | Goélette 185 pieds (56,39 m)       | 50 hommes                                                                       |

### En solitaire

#### Sur multicoque en solitaire
| Date          | Temps                 | Vitesse (nœuds) | Skipper          | Bateau                     | Distance parcourue (milles) | Vitesse pour 2880 m (nœuds) |
| ------------- | --------------------- | --------------- | ---------------- | -------------------------- | --------------------------- | --------------------------- |
| Juillet 2017, | 04 j 11 h 10 min 24 s | 28,35           | Thomas Coville   | Sodebo Ultim'              | 3 039                       | 26,87                       |
| Juillet 2017  | 05 j 02 h 06 min 55 s | 27,65           | Francis Joyon    | IDEC Sport                 |                             | 23,58                       |
| Juin 2013     | 05 j 02 h 56 min 10 s | 27,47           | Francis Joyon    | Trimaran IDEC              |                             | 23,41                       |
| Juillet 2008  | 05 j 19 h 30 min 40 s | 24,72           | Thomas Coville   | Trimaran Sodeb'O           |                             | 20,64                       |
| Juillet 2005  | 06 j 04 h 01 min 37 s | 19,75           | Francis Joyon    | Trimaran IDEC (ex Poulain) |                             | 19,45                       |
| 1994          | 07 j 02 h 34 min 42 s | 17,47           | Laurent Bourgnon | Trimaran Primagaz          |                             | 16,88                       |
| 1992          | 09 j 19 h 22 min      |                 | Bruno Peyron     | Catamaran Explorer         |                             | 12,23                       |
| 1990          | 09 j 21 h 42 min      |                 | Florence Arthaud | Trimaran Pierre 1er        |                             | 12,11                       |
| 1987          | 11 j 11 h 46 min 36 s |                 | Bruno Peyron     | Catamaran Explorer         |                             | 10,44                       |

#### Sur monocoque en solitaire

##### En Imoca 60 pieds
| Date           | Temps                  | Vitesse (nœuds) | Skipper        | Bateau          |
| -------------- | ---------------------- | --------------- | -------------- | --------------- |
| Juillet 2019   | 07 j 16 h 58 min 26 s, | 15,57           | Alan Roura     | Imoca Helvetia  |
| Juillet 2013   | 08 j 05 h 20 min 20 s, | 14,6            | Marc Guillemot | Imoca Safran    |
| Juillet 2012   | 08 j 21 h 08 min 31 s, | 13,51           | Alex Thomson   | Imoca Hugo Boss |
| Septembre 2002 | 10 j 00 h 55 min 19 s, | 11,95           | Bernard Stamm  | Imoca Armor Lux |

##### En 40 pieds
| Date           | Temps                 | Vitesse moyenne (nœuds) | Skipper       | Bateau                 |
| -------------- | --------------------- | ----------------------- | ------------- | ---------------------- |
| 3 juillet 2024 | 10 j 9 h 14 min 47 s  | 11,50                   | Anatole Facon | Good Morning Pouce     |
| 6 avril 2011   | 11 j 11 h 30 min 58 s | 10,40                   | Eric Defert   | Dekan Groupe Terrallia |

##### En 6,5 mètres
| Date          | Temps               | Skipper      | Bateau            | Vitesse pour 2880 m (nœuds) | Commentaire         |
| ------------- | ------------------- | ------------ | ----------------- | --------------------------- | ------------------- |
| 21 août 2023, | 17 j 9 h 51 min 9 s | Jay Thompson | #936 - #Cocotopia | 6,89 nœuds                  | 1er record officiel |

## Est-Ouest

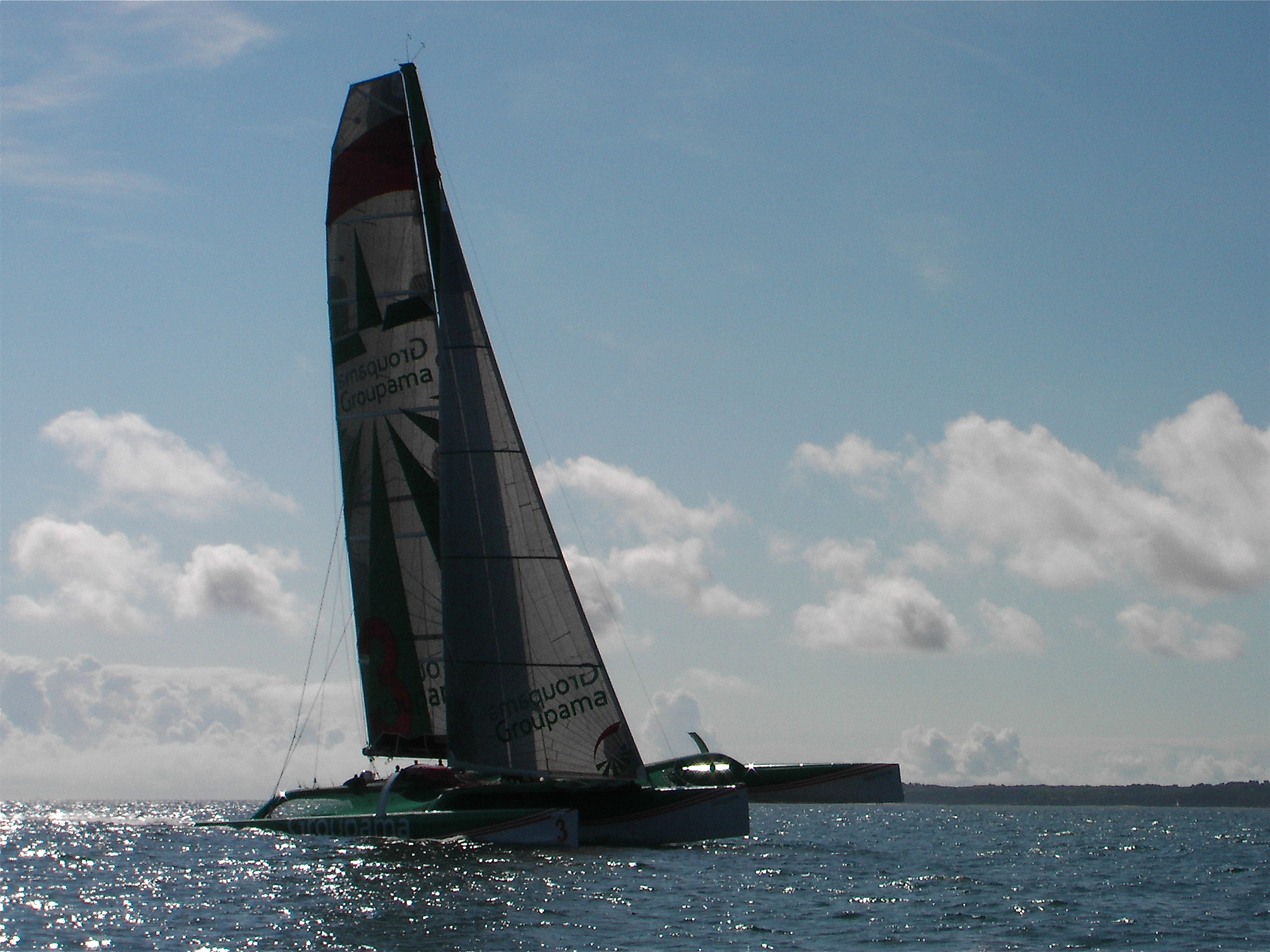
Groupama 3 tenant du record Est-Ouest de 2007 à 2013.

Cette traversée est effectuée entre Cadix et San Salvador, 7 193 kilomètres soit 3 884 milles nautiques. Elle est aussi appelée Route de la découverte en l'honneur de Christophe Colomb et sa traversée de 1492.

### Sur multicoque en équipage
| Année | Temps            | Vitesse (nœuds) | Skipper                        | Bateau           | Type de bateau | Équipage |
| ----- | ---------------- | --------------- | ------------------------------ | ---------------- | -------------- | --- |
| 2013  | 06 j 14 h 29 min | 24,50           | Yann Guichard, Dona Bertarelli | Maxi Spindrift 2 | Trimaran       | Xavier Revil, Jean Baptiste Le Vaillant, Antoine Carraz, Thierry Douillard, Christophe Espagnon, Sébastien Marsset, Nicolas Texier, Erwan Tabarly, François Morvan, Thomas Rouxel, Simone Gaeta, Erwan Israel |
| 2007  | 07 j 10 h 58 min | 21,70           | Franck Cammas                  | Groupama 3       | Trimaran       | Franck Proffit, Stève Ravussin, Pascal Blouin, Loic Le Mignon, Bruno Jeanjean, Sébastien Audigane, Frédéric Le Peutrec, Ronan Le Goff, Marcel Van Triest                                                      |
| 2003  | 09 j 13 h 30 min | 16,92           | Steve Fossett                  | PlayStation      | Catamaran      | Dave Scully, Pete Melvin, Brian Thompson, Peter Hogg, Mark Featherstone, Dave Calvert, Mikaela Von Koskull, Will Howden, Tim Zimmermann, Nick Leggatt, Simon Fisher, Dave Thomson                             |
| 2000  | 10 j 14 h 53 min | 15,24           | Grant Dalton                   | Club Med         | Catamaran      | Franck Proffit, Bruno Peyron |
| 1988  | 12 j 12 h 30 min | 12,92           | Serge Madec                    | Jet Services V   | Catamaran      | Marc Guillemot, Olivier Despaignes, Gerry Roufs et Jean-Yves Bernot |

### Sur multicoque en solitaire
| Année | Temps            | Vitesse (nœuds) | Skipper          | Bateau                         |
| ----- | ---------------- | --------------- | ---------------- | ------------------------------ |
| 2014  | 06 j 23 h 42 min | 23,16           | Armel Le Cléac'h | Maxi Solo Banque Populaire VII |
| 2013  | 08 j 16 h 07 min | 18,66           | Francis Joyon    | Trimaran IDEC                  |
| 2008  | 09 j 20 h 32 min | 16,42           | Francis Joyon    | Trimaran IDEC                  |
| 2005  | 10 j 11 h 50 min | 15,42           | Thomas Coville   | Trimaran Sodebo                |
| 2004  | 11 j 03 h 18 min | 14,53           | Francis Joyon    | Trimaran IDEC (ex Poulain)     |